# Franz Alfred Muth

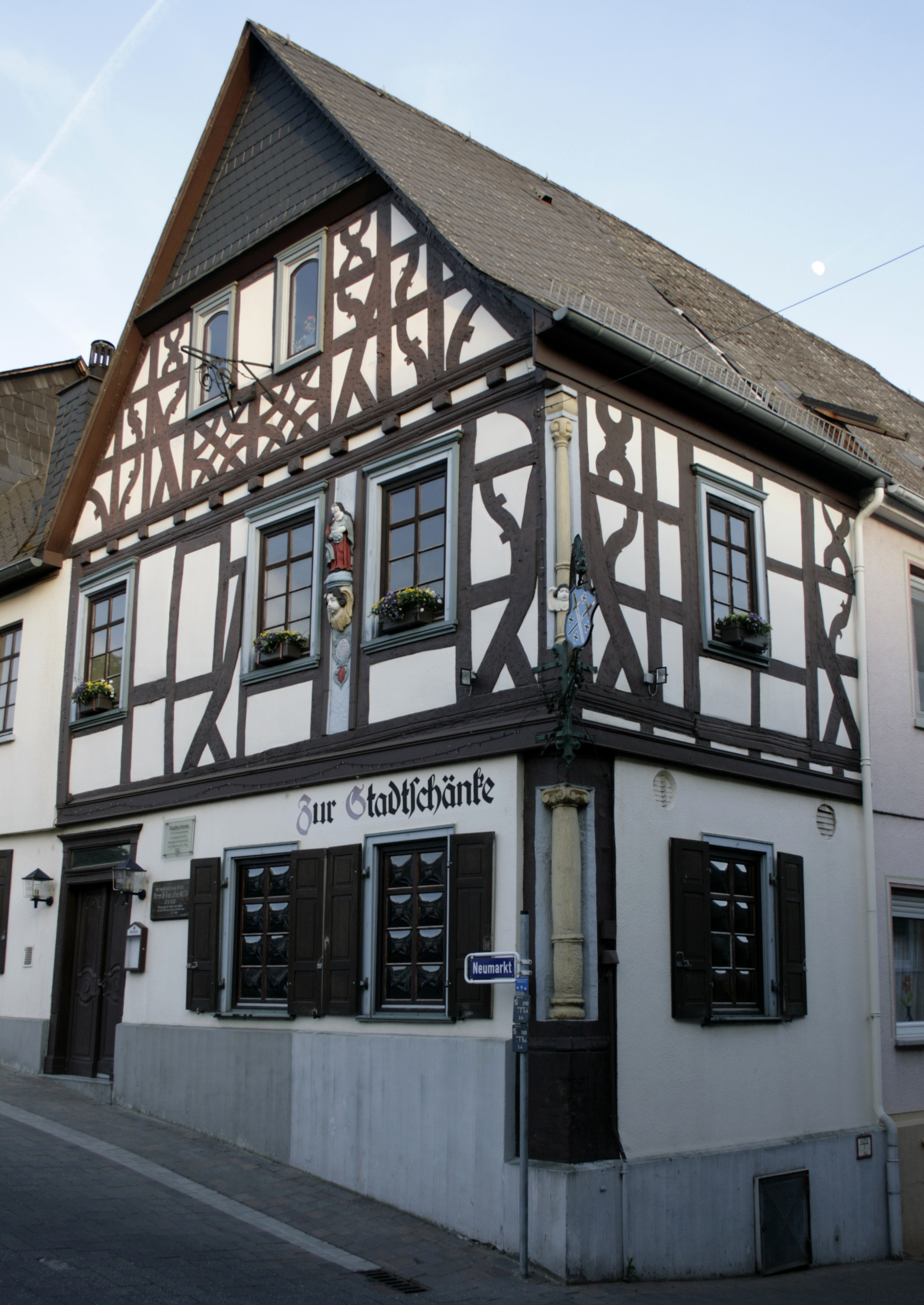
Muths Geburtshaus in Hadamar

Franz Alfred Muth (* 13. Juni 1839 in Hadamar; † 3. November 1890 in Dombach) war ein deutscher katholischer Geistlicher, zudem Schriftsteller, Lyriker (auch unter dem Pseudonym Franz vom Rheine und Franz Hilarius). Nach Besuch des Gymnasiums in Hadamar studierte er Theologie in Mainz. Im Zweifel, ob er Geistlicher werden sollte, studierte er dann Philosophie in Würzburg mit dem Abschluss Dr. phil.
Unter dem Einfluss des Religionsphilosophen und Lyrikers Georg Friedrich Daumer entschloss sich Muth zum Priestertum und setzte seine Studien in Mainz und im Priesterseminar in Limburg fort. Die Priesterweihe empfing er am 12. März 1863 im Hohen Dom zu Limburg. Er war dann Kaplan in Kestert, ab 1870 Domkaplan in Frankfurt am Main und danach Pfarrverwalter in Rhauenthal. Ab 1871 wirkte Muth zunächst als Pfarrverwalter und ab 1873 als Pfarrer in Dombach und Schwickershausen bei Bad Camberg.
Muth veröffentlichte zahlreiche Artikel zu verschiedenen Themenbereichen in Zeitungen, Periodika und Fachzeitschriften. In etlichen Publikationen und mehreren Bänden veröffentlichte Muth mehr als 250 Gedichte, Naturlyrik, Wanderlieder und Schwänke, die zahlreiche Auflagen erfuhren. Mehr als 180 Komponisten, darunter Josef Rheinberger, Franz Abt, Karl Attenhofer, Albert Becker, Aloys Edenkofer, Michael Haller, Engelbert Humperdinck, Eduard Köllner, Victor E. Nessler, Joachim Raff, Max Reger, Franz Ries, Robert Schwalm (1845–1912), Horatio Parker und Anton Storch, vertonten Muths Gedichte. Belegt sind zurzeit ca. 500 Vertonungen von ca. 150 verschiedenen Muth-Texten.
Nach ihm sind die Franz-Alfred-Muth-Straße in Hadamar und die Pfarrer-Muth-Straße in Bad Camberg-Dombach benannt.

## Werke (Auswahl)
- Haideröslein. Wörl, Würzburg 1870. (2. Aufl. unter dem Titel Liederstrauß 1890.) (Digitalisat)
- Etwas über die Ehe und ihre Abarten. Wörl, Würzburg 1873.
- Clemens August Droste zu Vischering, Erzbischof von Cöln. Wörl, Würzburg 1874. (Digitalisat)
- Dichterbilder und Dichterstudien aus der neueren und neuesten Literatur. Foesser, Frankfurt am Main/Luzern 1887.
- Wintergarten. Novellen und Wanderbilder nebst einer lyrischen Nachlese. Hamacher, Frankfurt am Main 1874.
- Dichterbilder und Dichterstudien aus der neueren und neuesten Literatur. Foesser, Frankfurt am Main/Luzern 1887.
- Die deutsche Sage. Eine literaturhistorische Studie. Föesser, Frankfurt am Main/Luzern 1888. (Digitalisat)
- Himpf und Schimpf. Bonifacius, Paderborn 1890.
- Frühlingsgarten. Bonifacius-Druckerei, Paderborn 1890.